# 九方姓
九方姓為漢字複姓，源于嬴姓，據《通志》、《淮南子·道应训》、《列子·说符》、《老子·杂篇》、《吕览观表》中皆有記載，春秋時期秦國有一善於相馬的名人，人稱九方皋，此後人以九方為氏，九方皋為始祖。九方姓現已沒有在使用。

## 人物
- 九方皋：亦名九方歅。《通志》谓九方皋、九方歅乃为一人。春秋时期，秦国善于相马之人，《淮南子·道应训》《列子·说符》《老子·杂篇》《吕览观表》中均有述及。